# Jean Crocq (psychiatre)
 (juillet 2014).
Si vous disposez d'ouvrages ou d'articles de référence ou si vous connaissez des sites web de qualité traitant du thème abordé ici, merci de compléter l'article en donnant les références utiles à sa vérifiabilité et en les liant à la section « Notes et références ».
Pour les articles homonymes, voir Jean Crocq et Crocq (homonymie).
Jean Crocq, né le 1er mai 1868 à Bruxelles et mort le 4 janvier 1925 à Uccle, est un médecin psychiatre belge. 

## Biographie
Jean-Baptiste Antoine Crocq est le fils de Jean Crocq, docteur en médecine et homme politique, et de Marie Elisabeth Christiaens. Il se marie le 23 février 1889 à Bruxelles avec Léontine Bisserot.
Il travaille d'abord au service de neurologie et de psychiatrie de l'hôpital Saint-Jean de Molenbeek, puis devient médecin-chef du sanatorium du Fort Jacco d'Uccle. 
En 1896, il fonde avec Xavier Francotte le Journal belge de Neurologie. Au cours de la même année, il est l'un des fondateurs de la Société de psychiatrie et de neurologie dont il assure le secrétariat par la suite.
En 1922, il est nommé à la chaire de psychiatrie de l'Université de Gand. Son successeur sera Maurice Hamelinck. 
Il est l'auteur de nombreux ouvrages de psychiatrie et de neurologie.